# Andreï Ikonnikov
Pour les articles homonymes, voir Ikonnikov.
Andreï Vladimirovitch Ikonnikov (en russe : Андрей Владимирович Ико́нников ; né le 20 janvier 1926 et mort à Moscou le 16 août 2001) est un architecte russe, historien et théoricien de l'architecture soviétique et russe. Doktor nauk depuis 1965, il obtient le prix d'État de la fédération de Russie en 1992 et est titulaire de nombreux autres prix , titres et distinctions nationaux et internationaux.

## Biographie
En 1950, il termine les cours de l'Institut de peinture, sculpture et architecture Répine de Saint-Pétersbourg, où il devient ensuite professeur.
Il participe aussi à des projets d'organisation urbanistique de la ville de Leningrad.
De 1966 à 1974, il est directeur de l'Institut de recherche et d'histoire d'architecture et d'urbanisme à Moscou. Il est membre correspondant de l'académie des beaux-arts d'URSS depuis 1988.
Ses activités sont consacrées le plus souvent à l'académie russe d'architecture et de sciences de la construction.
Il est l'auteur de nombreux ouvrages parmi lesquels plusieurs sur différentes villes à travers le monde.

### Ouvrages
- A Ikonnikov et I Zavaroukhine // Иконников А. В., Заварухин Ю. И., Tokyo /Токио, Л., Стройиздат, ленинградское отделение,‎ 1978, 88 p.
- A Ikonnikov /Иконников А. В., New York : Нью-Йорк, Л., Стройиздат,‎ 1980, 96 p.
- Ikonnikov A/ Иконников А. В., L'utopie en architecture/ Утопическое мышление и архитектура, М., Архитектура-С,‎ 2004, 400 p. (ISBN 5-9647-0010-1)
- A Ikonnikov/ Иконников А. В., Espace et forme en architecture et en urbanisme/ Пространство и форма в архитектуре и градостроительстве, М., URSS,‎ 2006, 352 p. (ISBN 5-484-00424-1)
- (fr) Andreï Ikonnikov : L'architecture russe de la période soviétique, traduction de Stéphane Renard, édition Pierre Mardaga, 1990  (ISBN 2-87009374-8)